# Sarax
Genre
Synonymes
- Charinides Gravely, 1911
- Phrynichosarax Gravely, 1915
- Lindosiella Kritscher, 1959

Sarax est un genre d'amblypyges de la famille des Charinidae.

## Distribution
Les espèces de ce genre se rencontrent dans le Sud de l'Asie, en Océanie, en Europe du Sud, en Somalie et aux Seychelles.

## Liste des espèces
Selon Whip spiders of the World (version 1.0) :
- Sarax brachydactylus Simon, 1892
- Sarax cavernicola Rahmadi, Harvey & Kojima, 2010
- Sarax cochinensis (Gravely, 1915)
- Sarax javensis (Gravely, 1915)
- Sarax mardua Rahmadi, Harvey & Kojima, 2010
- Sarax monodenticulatus Rahmadi & Kojima, 2010
- Sarax newbritainensis Rahmadi & Kojima, 2010
- Sarax rimosus (Simon, 1901)
- Sarax sangkulirangensis Rahmadi, Harvey & Kojima, 2010
- Sarax sarawakensis (Thorell, 1888)
- Sarax singaporae Gravely, 1911
- Sarax willeyi Gravely, 1915
- Sarax yayukae Rahmadi, Harvey & Kojima, 2010

et décrites, placées ou élevées depuis :
- Sarax abbatei (Delle Cave, 1986)
- Sarax batuensis Roewer, 1962
- Sarax bengalensis (Gravely, 1911)
- Sarax bilua Miranda, Giupponi, Prendini & Scharff, 2021
- Sarax bispinosus (Nair, 1934)
- Sarax curioi Giupponi & Miranda, 2012
- Sarax dhofarensis (Weygoldt, Pohl & Polak, 2002)
- Sarax dunni Miranda, Giupponi, Prendini & Scharff, 2021
- Sarax gravelyi Miranda, Giupponi, Prendini & Scharff, 2021
- Sarax huberi Seiter, Wolff & Hoerweg, 2015
- Sarax indochinensis Miranda, Giupponi, Prendini & Scharff, 2021
- Sarax ioanniticus (Kritscher, 1959)
- Sarax israelensis (Miranda, Aharon, Gavish-Regev, Giupponi & Wizen, 2016)
- Sarax lembeh Miranda, Giupponi, Prendini & Scharff, 2021
- Sarax moultoni (Gravely, 1915)
- Sarax omanensis (Delle Cave, Gardner & Weygoldt, 2009)
- Sarax pakistanus (Weygoldt, 2005)
- Sarax palau Miranda, Giupponi, Prendini & Scharff, 2021
- Sarax rahmadii Miranda, Giupponi, Prendini & Scharff, 2021
- Sarax seychellarum (Kraepelin, 1898)
- Sarax sinensis Wu, Zhu, Li & He, 2022
- Sarax socotranus (Weygoldt, Pohl & Polak, 2002)
- Sarax stygochthobius (Weygoldt & Van Damme, 2004)
- Sarax timorensis Miranda & Reboleira, 2019
- Sarax tiomanensis Miranda, Giupponi, Prendini & Scharff, 2021

Sarax davidovi a été placée dans le genre Weygoldtia par Miranda, Giupponi, Prendini et Scharff en 2018.
Sarax mediterraneus a été placée en synonymie avec Sarax buxtoni par Seiter, Wolff et Hoerweg en 2015 puis avec  Sarax rimosus par Miranda, Giupponi, Prendini et Scharff en 2021.
Sarax buxtoni a été placée en synonymie avec Sarax rimosus par Miranda, Giupponi, Prendini et Scharff en 2021.

## Publication originale
- Simon, 1892 : « Arachnides. Étude sur les Arthropodes cavernicoles de île Luzon, Voyage de M. E. Simon aux îles Philippines (Mars et avril 1890). » Annales de la Société Entomologique de France, vol. 61, p. 35–52 (texte intégral).